# Dopplr
Dopplr est un service gratuit de réseau social, lancé en 2007, qui permet aux utilisateurs de calculer l'empreinte carbone que leurs voyages ont produit. Le site est nommé d'après Christian Doppler, le découvreur de l'effet Doppler. La société est basée dans le quartier de Old Street à Londres.
Le 28 septembre 2009 Dopplr a annoncé son rachat par Nokia.